# Newhall Pass Interchange
Der Newhall Pass Interchange ist ein Autobahnkreuz am Newhall Pass nördlich von Los Angeles in den Vereinigten Staaten. In dem Kreuz trifft die Interstate 5, die von der mexikanischen zur kanadischen Grenze führt, auf die California State Route 14, die zum 190 km entfernten Inyokern führt. Im Bereich des Kreuzes gibt es zwei Umgehungstunnels für LKWs, die als vierspuriger U.S. Highway 99 gebaut wurden.
Das Autobahnkreuz liegt in einem Gebiet, das immer wieder von Erdbeben betroffen wurde. 1971 stürzte ein Teil des Kreuzes beim San-Fernando-Erdbeben ein, ebenso beim Northridge-Erdbeben 1994, obwohl es nach dem ersten Einsturz verstärkt worden war.
Am 13. Oktober 2007 gab es einen schweren Unfall in einem der Umgehungstunnel mit mehreren Toten und Verletzten. Der Tunnel konnte einen Monat später am 15. November wiedereröffnet werden.